# Блас Канто
Блас Канто Морено (нар. 26  жовтня 1991, Рікоте, Мурсія, Іспанія) — іспанський співак. Став відомим завдяки участі в іспанській групі Auryn. 2017 року почав сольну кар'єру. Його дебютний студійний альбом Complicado вийшов у вересні 2018 року, альбом посів перше місце в іспанському чарті. Представник Іспанії на конкурсі пісні «Євробачення-2021». Спочатку він повинен був представляти Іспанію на нині скасованому «Євробаченні-2020», з піснею «Universo» у фіналі конкурсу 16 травня 2020 року.

## Особисте життя
Блас Канто є бісексуалом.

## Дискографія

### Альбом
| Назва                     | Деталь                                                                                              | Позиції в чарті |
| ------------------------- | --------------------------------------------------------------------------------------------------- | --------------- |
| Complicado                | - Дата виходу: 14 вересня 2018 р. - Формати: цифрове завантаження, CD - Лейбл: Warner Music Іспанія | 1               |
| Complicados (перевидання) | - Дата виходу: 6 вересня 2019 р. - Формати: цифрове завантаження, CD - Лейбл: Warner Music Іспанія  | —               |

### Сингли
| Назва                                                                      | Року | Позиції в чартах | Сертифікат            | Альбом      |
| -------------------------------------------------------------------------- | ---- | ---------------- | --------------------- | ----------- |
| «In Your Bed»                                                              | 2017 | 57               |                       | Complicado  |
| «Drunk and Irresponsible»                                                  | 2017 | —                |                       | Complicado  |
| «Él no soy yo»                                                             | 2018 | 35               | - PROMUSICAE: Платина | Complicado  |
| «No volveré (Seguir Tus Pasos)»                                            | 2018 | —                |                       | Complicado  |
| «Si te vas»                                                                | 2019 | —                |                       | Complicados |
| «Universo»                                                                 | 2020 | —                |                       |             |
| " — "позначає запис, який не був намічений або не вийшов на цій території. |      |                  |                       |             |